# NFL Europe
A NFL Europa foi uma liga profissional de futebol americano que existiu entre 1991 e 2007.

## História
inicialmente criada como WLAF (World League of American Football) consistia de equipes da América do Norte e da Europa, a partir de 1995 passou a ter apenas equipes da Europa, em 1998 mudou seu nome para NFL Europe, em 2006 alterou seu nome para NFL Europa.
De acordo com comunicado publicado no site da NFL Europa no dia 3 de Agosto de 2007, a liga foi oficialmente descontinuada e a estratégia de disseminação da NFL na Europa continuará sendo feita a partir da sede norte-americana. Contudo, a European Football League continua ativa.

## Times de Futebol Americano na Europa
- Berlin Thunder (Alemanha)
- Frankfurt Galaxy (Alemanha)
- Barcelona Dragons (Espanha)
- Scottish Claymores (Escocia)
- Rhein Fire
- Cologne Centurions
- Hamburg Sea Devils
- Amsterdam Admirals (Holanda)